# Яла (Таиланд)
Яла (тайск. ยะลา) — город на юге Таиланда, административный центр одноимённой провинции.

## Географическое положение
Город находится в северной части провинции, на территории полуострова Малакка, на правом берегу реки Паттани, на расстоянии приблизительно 790 километров к югу от столицы страны Бангкока. Абсолютная высота — 31 метр над уровнем моря.

## Население
По данным переписи 2000 года численность населения города составляла 74 139 человек.
В национальном составе представлены тайцы, малайцы и китайцы. Большинство верующих — мусульмане.

## Экономика и транспорт
Основным продуктом городского экспорта является каучук. Сообщение Транга с другими городами осуществляется посредством железнодорожного и автомобильного транспорта. Ближайший аэропорт расположен в городе Паттани.